# 15056 Barbaradixon
15056 Barbaradixon este un asteroid din centura principală de asteroizi.

## Descriere
15056 Barbaradixon este un asteroid din centura principală de asteroizi. A fost descoperit pe 28 decembrie 1998 la Las Cruces de David S. Dixon. Asteroidul prezintă o orbită caracterizată de o semiaxă mare de 3,00 ua, o excentricitate de 0,09 și o înclinație de 1,8° în raport cu ecliptica.